# Армантьер (кантон)
Армантье́р (фр. Armentières) — кантон во Франции, находится в регионе О-де-Франс, департамент Нор. Входит в состав округа Лилль.

## История
До 2015 года в состав кантона входили коммуны:
- Армантьер
- Буа-Гренье
- Капенгем
- Ла-Шапель-д’Армантьер
- Премеск
- Уплин
- Фреленгьян
- Эркенгем-Лис

В результате реформы 2015 года  состав кантона был изменен — в него были включены три коммуны упраздненного кантона Кенуа-сюр-Дёль.

## Состав кантона с 22 марта 2015 года
В состав кантона входят коммуны (население по данным Национального института статистики Архивная копия от 23 февраля 2020 на Wayback Machine за 2017 г.):
- Армантьер (24 882 чел.)
- Буа-Гренье (1 612 чел.)
- Варнетон (239 чел.)
- Дёлемон (1 769 чел.)
- Капенгем (2 495 чел.)
- Ла-Шапель-д’Армантьер (8 590 чел.)
- Перанши (8 424 чел.)
- Премеск (2 130 чел.)
- Уплин (7 805 чел.)
- Фреленгьян (2 415 чел.)
- Эркенгем-Лис (5 158 чел.)

## Политика
На президентских выборах 2022 г. жители кантона отдали в 1-м туре Эмманюэлю Макрону 29,1 % голосов против 27,8 % у Марин Ле Пен и 19,4 % у Жана-Люка Меланшона; во 2-м туре в кантоне победил Макрон, получивший 55,2 % голосов. (2017 год. 1 тур: Марин Ле Пен – 27,0 %, Эмманюэль Макрон – 20,5 %, Жан-Люк Меланшон – 19,5 %, Франсуа Фийон – 17,9 %; 2 тур: Макрон – 58,7 %. 2012 год. 1 тур: Франсуа Олланд — 27,4 %, Николя Саркози — 26,3 %, Марин Ле Пен — 22,1 %; 2 тур: Олланд — 50,2 %).
С 2021 года кантон в Совете департамента Нор представляют первый вице-мэр коммуны Дёлемон Сильви Дельрю (Sylvie Delrue) (Разные правые) и член совета города Армантьер Мишель Плуа (Michel Plouy) (Республиканцы).
|                | Кандидаты                       | Партия                   | Первый тур | Первый тур     | Второй тур | Второй тур |
| Кол-во голосов | Кандидаты                       | Партия                   | % голосов  | Кол-во голосов | % голосов  |            |
| -------------- | ------------------------------- | ------------------------ | ---------- | -------------- | ---------- | ---------- |
|                | Сильви Дельрю Мишель Плуа       | Правый блок              | 4 752      | 34,70          | 8 021      | 59,14      |
|                | Бернар Азбрёк Карин Троттэн     | Левый блок               | 4 460      | 32,57          | 5 542      | 40,86      |
|                | Жонни Гутьеррес Элен Леруа      | Национальное объединение | 2 814      | 20,55          |            |            |
|                | Мари-Элен Кретон Жеральд Деларю | Вперёд, Республика!      | 1 389      | 10,14          |            |            |
|                | Даниэль Филиппо Виржини Розес   | Крайне правые            | 278        | 2,03           |            |            |

|                | Кандидаты                         | Партия                  | Первый тур | Первый тур     | Второй тур | Второй тур |
| Кол-во голосов | Кандидаты                         | Партия                  | % голосов  | Кол-во голосов | % голосов  |            |
| -------------- | --------------------------------- | ----------------------- | ---------- | -------------- | ---------- | ---------- |
|                | Кароль Бори Мишель Плуа           | Правый блок             | 7 126      | 32,30          | 8 658      | 38,24      |
|                | Бернар Азбрёк Анн-Софи Лен        | Социалистическая партия | 5 940      | 26,93          | 7 248      | 32,02      |
|                | Виржини Грюзон Стефан Зьелаткевич | Национальный фронт      | 6 943      | 31,47          | 6 733      | 29,74      |
|                | Мартин Дюбрё Арно Мариэ           | Левый фронт             | 2 050      | 9,29           |            |            |

|  | Кандидат      | Партия                  | % голосов |
|  | ------------- | ----------------------- | --------- |
|  | Бернар Азбрёк | Социалистическая партия | 61,20     |
|  | Натали Ак     | Национальный фронт      | 38,80     |

|  | Кандидат      | Партия                  | % голосов |
|  | ------------- | ----------------------- | --------- |
|  | Бернар Азбрёк | Социалистическая партия | 60,87     |
|  | Жак Дерюйте   | Разные правые           | 39,13     |